# Steyrer Schnellstraße
Die Steyrer Schnellstraße war ein geplantes Schnellstraßenprojekt in Oberösterreich. Sie sollte Steyr an die West Autobahn bei Enns anschließen und eine Ortsumfahrung für die Gemeinden Hargelsberg, Kronstorf und Dietach darstellen.

## Geschichte
Ursprünglich durchfuhr die Steyrer Ersatzstraße B337 die Dörfer. In den 1970er Jahren plante man die Voralpen Autobahn, die von Sattledt über Steyr nach Amstetten führen sollte. Schon bald sah man eine Möglichkeit, dieses Projekt auch für die Autobefreiung der drei Orte zu nutzen. So projektierte man den Knoten Steyr, der für die Voralpen Autobahn der Anfang gewesen wäre und wo sie eine Schnellstraße, die S37, kreuzen würde. Man gab ihr den Namen „Steyrer Schnellstraße“ und wollte mit ihr die Entlastung der B337, die nach der Fertigstellung aufgelöst werden sollte, vorantreiben. Das Bundesgesetzblatt vom 22. August 1978 verlautbarte die Verordnung betreffend des Schnellstraßenverlauf der S37 Steyrer Schnellstraße.
Am 17. März 1981 zogen 200 Gegner der S37 mit Transparenten vor das Linzer Landhaus, die den guten und fruchtbaren Boden der landwirtschaftlichen Flächen nicht für die Schnellstraße opfern wollten. Man meinte, die S37 sei eine Schnellstraße, die keiner brauche, und das Projekt sollte abgebrochen werden. Landeshauptmann Josef Ratzenböck betonte zuvor, dass die Steyrer Schnellstraße wichtig sei, da sich BMW mit seinem Motorenwerk schnell in Steyr ansiedeln werde. Nachdem die Gegner demonstriert hatten, versprach der Landeshauptmann, dem Bautenminister eine neue Überprüfung vorzulegen, um sicherzugehen, ob die S37 notwendig sei. Bautenminister Karl Sekanina sah die Schnellstraße als ein nicht notwendiges Projekt, dass man eigentlich nicht brauche. So stoppte man 1986 die Pläne, die Voralpen Autobahn wurde ebenso verworfen.

## Nach der S37
Die Steyrer Ersatzstraße wurde trotz des Endes der S37 aufgelassen und Teil der Eisen Straße B115. Jedoch waren noch immer Verbindungen von der West Autobahn nach Steyr in Diskussion. In den 2000er Jahren wurde so beschlossen, die Steyrer Straße B309, die durch Kronstorf und Thaling ging, umzubauen und eine neue Trasse zu verwirklichen, um die Ortsdurchfahrt auszuschalten. 2008 wurde mit dem Bau begonnen und im Oktober 2010 wurde die Steyrer Straße eröffnet. Sie ist zweispurig ausgestattet. Leider ist das der Grund, warum auf der B309 so viele Unfälle passieren. Durch den Bau des Google-Lagers in Kronstorf und der weiterhin eher schlechteren Verkehrsanbindung von Steyr wäre es nur noch eine Frage der Zeit, die B309 vierspurig und mit Betonleitplanken auszustatten.

## Trasse
Die S37 hätte dieselbe Trasse wie die heutige B309 gehabt.